# 성노동자의 권리
성노동자의 권리(Sex workers' rights)는 특히 성 노동자와 그 고객의 인권, 건강권, 노동권과 관련된 개인과 조직이 전 세계적으로 추구하는 다양한 목표를 포괄한다. 이러한 운동의 목표는 다양하지만 일반적으로 성 노동을 합법화하거나 비범죄화하는 것뿐만 아니라 이를 비범죄화하고 규제하며 성 산업에 종사하는 모든 사람을 위해 지역적, 국제적 차원에서 법적, 문화적 세력 앞에서 공정한 대우를 보장하는 것을 목표로 한다.
1978년 언어적 노동 조직 도구로 만들어진 성 노동이라는 용어는 주로 매춘을 의미하지만 성인 비디오 출연자, 폰 섹스 운영자, 웹캠 모델, 스트립 클럽의 댄서 및 성 관련 서비스를 제공하는 기타 사람들도 포함한다. 일부에서는 관리자, 에이전트, 비디오 그래퍼, 클럽 경비원 등과 같은 "지원 인력"을 포함하도록 용어 사용을 확장한다. 성 노동에 대한 논쟁은 종종 여성의 권리 문제로 특징지어지며, 특히 매춘이 본질적으로 억압적이라고 주장하고 이를 범죄화하거나 불법으로 유지하려고 하는 사람들에 의해 특징지어지지만 실제로는 남성과 논바이너리 개개인도 많이 참여하고 있다. 성적인 서비스를 제공하면서. 대부분의 성 노동자들은 범죄자로 낙인찍히는 것을 원하지 않으며 매춘, 음란물 및 성산업의 다른 부분에 대한 법률을 폭력을 조장하는 요인으로 간주하여 자신의 권리를 침해한다.
2001년 제49회 베니스 예술 비엔날레의 일환으로 이탈리아 베니스에서 성노동자들이 빨간 우산을 사용한 이후, 빨간 우산은 성노동자 권리에 대해 국제적으로 인정받는 가장 중요한 상징이 되었다.

## 같이 보기
- 성매매 비범죄화
- 걸 파워
- 성매매 법
- 여성의 권리